# Jan Raasroute

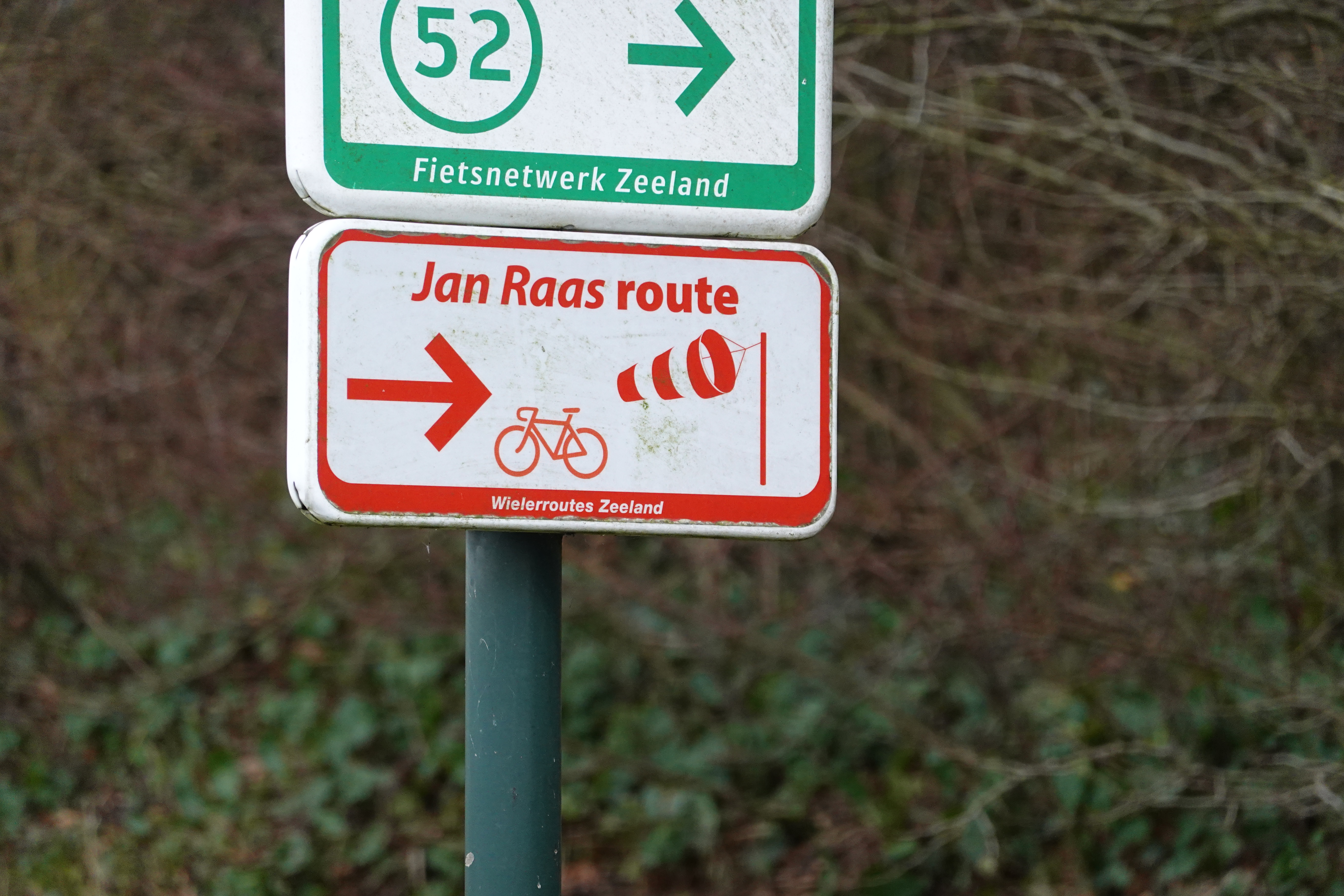
Bord Jan Raasroute bij Graszode

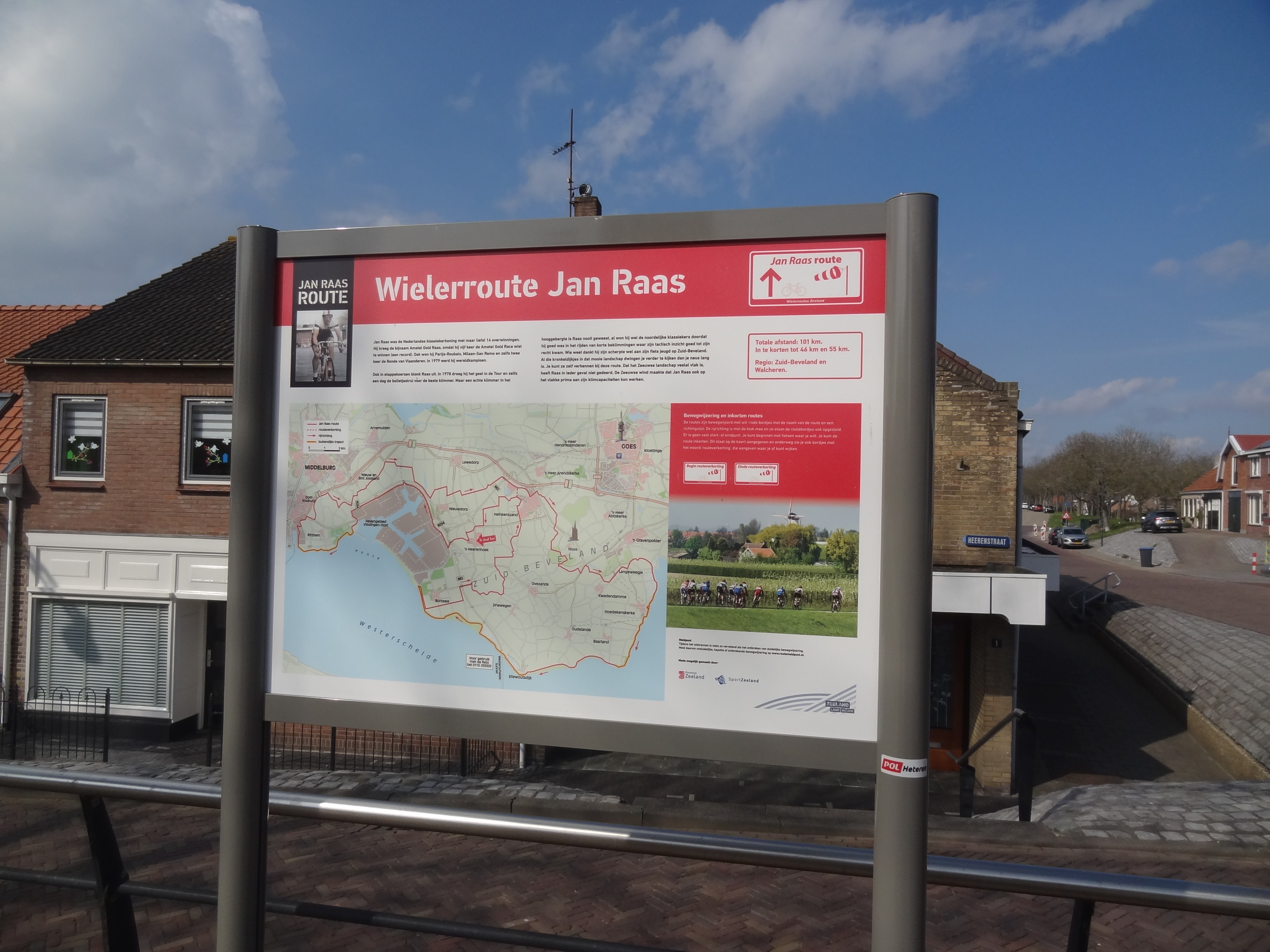
Informatiebord route in 's-Heerenhoek

De Jan Raasroute is een lusvormige fietsroute van 101 km in de Nederlandse provincie Zeeland . De toeristische wielerroute maakt een lus door het gebied waar Jan Raas is opgegroeid. De route is bewegwijzerd en kan eveneens worden ingekort tot 2 lussen van 46 en 55 km. De doorsteek voor de verkorting is nabij Heinkenszand.

## Verloop
In 's-Heerenhoek, het dorp waar Jan Raas tijdens zijn wielercarriere woonde, staat in het centrum een informatiebord over de route. De route is in één richting bewegwijzerd. In 's-Heerenhoek kan worden aangesloten op de LF13 Schelde-Rheinroute (onderdeel van de EuroVelo EV4 Midden-Europaroute).
Vanuit 's-Heerenhoek gaat de route door het haven- en industriegebied Vlissingen-Oost. Een klein deel van de route gaat over Walcheren en gaat dicht langs de plaatsen Oost-Souburg, Middelburg en Nieuw- en Sint Joosland. Op Walcheren nabij Fort Rammekens loopt de route parellel met de Zeeuwse Windroute langs de Westerschelde. Sinds 2025 is de route hier iets verlegd wegens de bouw van een gevangenis nabij Vlissingen. De route verlaat de Westerschelde nu al bij Ritthem en niet bij Oost-Souburg. In de buurt van Oost-Souburg komt ze dan weer op de oude route uit.
Het grootste deel van de route gaat over Zuid-Beveland, door de Zak van Zuid-Beveland. De route komt in Heinkenszand, hier is een routeverkorting mogelijk. Via Nisse gaat het langs natuurgebied Zwaakse Weel naar Kwadendamme. Nabij Langeweegje kan bij de Westerschelde linksaf worden geslagen en volgt al snel de Jo de Rooroute. 
De route gaat grotendeels buitendijks langs de Westerschelde via Hoedekenskerke naar Ellewoutsdijk (met Fort Ellewoutsdijk) en verder tot de Kerncentrale Borssele. 
De route verlaat de Westerschelde en gaat langs Borssele en Heinkenszand (routeverkorting) terug naar 's-Heerenhoek. 
Andere wielerroutes in Zeeland zijn de Keetie van Oosten-Hageroute en de Theo Middelkamproute. Daarnaast is er de niet bewegwijzerde Wouter Weylandtroute.

## Aansluitingen op andere fietsroutes
- Op veel plaatsen kan gebruik worden gemaakt van het fietsroutenetwerk ter plaatse.
- In 's-Heerenhoek kan worden aangesloten op de LF13 Schelde-Rheinroute. De LF13 is tevens de EuroVelo EV4 Midden-Europaroute. De route komt de LF13 nog op meer plekken tegen.
- Tussen Vlissingen-Oost en Oost-Souburg loopt de route parallel met de Zeeuwse Windroute.
- Vlak na Langeweegje gaat de route rechtsaf langs de Westerschelde, als hier linksaf de Westerschelde gevolgd wordt dan wordt na een paar honderd meter aangesloten op de Jo de Rooroute.